# Žirovše
Žirovše este o localitate din comuna Lukovica, Slovenia, cu o populație de 25 de locuitori.